# Reda Benlebbad
Pas d'image ? Cliquez ici

a Compétitions nationales et continentales officielles uniquement.

b Matchs officiels uniquement.
Dernière mise à jour le 19 juillet 2025.
Reda Benlebbad (en arabe : رضا بن لباد), né le 18 juillet 1992 à Toulouse, est un joueur international algérien de rugby à XV qui évolue au poste de pilier droit. Il joue a l'Avenir valencien en Nationale 2. Il mesure 1,80 m pour 115 kg.

## Biographie

### Carrière en club
Reda Benlebbad né le 18 juillet 1992 à Toulouse, commence le rugby en 2007 à l'âge de quinze ans au TAC (Toulouse athlétique club) en cadets, avant de poursuivre chez les jeunes au FCTT Rugby. Puis, il prend la direction du SC Albi pour deux saisons en juniors Crabos et Reichel. En Espoirs, il porte le maillot de l’Union Bordeaux Bègles avant de revenir au FCTT Rugby.
Lors de la saison 2016-2017, il signe a Lombez Samatan en Fédérale 1. Puis il joue au CA Castelsarrasin pendant deux saisons, et au SC Pamiers de 2020 à 2023.
À l'été 2023, il signe à l’Avenir valencien en Nationale 2.

### Carrière internationale
Reda Benlebbad a honoré sa première cape internationale en équipe d'Algérie le 24 décembre 2016 contre l'équipe de Tunisie lors du Tri-nations maghrébin au Stade Ahmed-Zabana à Oran, en Algérie.
En juillet 2021, il est de nouveau appelé en sélection par le sélectionneur Boumedienne Allam, pour participer au premier tour de la Rugby Africa Cup à Kampala en Ouganda, contre l'équipe du Ghana et de l'Ouganda. Après une défaite 22 à 20 contre le Ghana, le XV aux deux Lions s'impose face au pays hôte 16 à 22 et se qualifie pour le Top 8 africain.
Il est rappelé à l'intersaison 2022 par la sélection algérienne afin de disputer la phase finale de la Coupe d'Afrique, faisant office de tournoi qualificatif de la zone Afrique pour la Coupe du monde 2023.
Le 2 juillet 2022 contre le Sénégal, il rentre à la 50e minute de jeu à la place de Yassin Boutemmani, pour le premier match des phases finales de la Coupe d'Afrique, à Aix-en-Provence en France, victoire de l'Algérie 35 à 12.
Il est titulaire lors de la demi-finale contre le Kenya le 6 juillet 2022, défaite 36 à 33,,.
Pour sa première participation à la Coupe d'Afrique, l'Algérie termine troisième.

## Statistiques en équipe nationale
Reda Benlebbad compte 12 cape en équipe d'Algérie depuis 2016.
- Sélections par année : 1 en 2016, 2 en 2021, 3 en 2022, 3 en 2024 et 3 en 2025.